# ステイ・コネクテッド〜つながりたい僕らの世界
『ステイ・コネクテッド～つながりたい僕らの世界』（ステイコネクテッド つながりたいぼくらのせかい、Men, Women & Children）は、2014年のアメリカ合衆国のコメディ映画。監督はジェイソン・ライトマン、出演はアダム・サンドラーとジェニファー・ガーナーなど。チャド・カルテンの小説『Men, Women & Children』を原作とし、ネットを通じてコミュニケーションをする時代を背景に、ある高校に通う生徒たちとその親たちの苦悩と葛藤をコミカルに描いている。
日本では劇場未公開だが、2015年3月11日にBlu-rayが発売された他、同年8月3日にWOWOWシネマで放送された。

## キャスト
- ヘレン・トルビー: ローズマリー・デウィット
- パトリシア・ベルトマイヤー: ジェニファー・ガーナー
- ドナ・クリント: ジュディ・グリア
- ケント・ムーニー: ディーン・ノリス
- ドン・トルビー: アダム・サンドラー
- ティム・ムーニー: アンセル・エルゴート
- ダニー・ヴァンス: ティモシー・シャラメ
- ハンナ・クリント: オリヴィア・クロチッチア（英語版）
- ブランデー・ベルトマイヤー: ケイトリン・デヴァー
- ジム・バンス: デヴィッド・デンマン
- Secretluvur: デニス・ヘイスバート
- ミスター・ドス: J・K・シモンズ
- レイ・ベルトマイヤー: ジェイソン・ダグラス
- アンジェリーク: シェーン・リンチ
- シュリンク: フィル・ラマール
- アリソン・ドス: エレナ・カンポリス（英語版）
- クリス・トラビー: トラビス・トープ（英語版）
- ミセス・ドス: ティナ・パーカー（英語版）

## 作品の評価
Rotten Tomatoesによれば、批評家の一致した見解は「『ステイ・コネクテッド〜つながりたい僕らの世界』はタイムリーな作品だが、ジェイソン・ライトマンのテーマに対する高圧的なアプローチは映画のインパクトを鈍らせている。」であり、137件の評論のうち高評価は34%にあたる46件で、平均点は10点満点中5.00点となっている。
Metacriticによれば、36件の評論のうち、高評価は5件、賛否混在は19件、低評価は12件で、平均点は100点満点中38点となっている。